# ジェイアールセントラルビル
ジェイアールセントラルビル株式会社（英: JR Central Building CO.,LTD.）は、愛知県に本社を置く東海旅客鉄道（JR東海）の完全子会社（連結子会社）。

## 概要
名古屋駅ビルのJRセントラルタワーズなどの施設を管理する企業。JRゲートタワービルの27階に本社がある。
1994年（平成6年）6月に、JRセントラルタワーズを管理する会社として設立。2010年（平成22年）4月1日には、JR東海の完全子会社となった名古屋ターミナルビル株式会社を吸収合併し、名古屋ターミナルビルなどの管理も行うようになった。

## 管理施設
- JRセントラルタワーズ
- JRゲートタワー（旧・名古屋ターミナルビル）
- ゲートウォーク（旧・名古屋駅前地下街テルミナ）